# 稲山孝英
稲山 孝英 （いなやま たかひで、1938年5月6日 - ）は、日本の実業家。東京府出身。株式会社ヤナセ代表取締役社長や、同社代表取締役副会長を務めた。

## 来歴
東京府（現東京都）出身。父は稲山嘉寛。妻は梁瀬次郎次女。1961年 成城大学経済学部（伊達宗雄ゼミ）卒業、八幡製鐵入社。1968年 ヤナセ取締役。1970年 ヤナセ常務取締役。1972年 ヤナセ代表取締役副社長。1985年 ヤナセ代表取締役社長。1987年 ヤナセ取締役副会長。1993年 ヤナセ代表取締役社長。2001年 ヤナセ代表取締役副会長。2005年 ヤナセ顧問。